# Gesellenschaft
Als Gesellenschaft oder Gesellenbruderschaft werden die seit dem 14. Jahrhundert urkundlich nachweisbaren Zusammenschlüsse der Gesellen und Knechte einer bestimmten Handwerksgruppe bezeichnet, die bei Streitigkeiten um Arbeitsbedingungen dem Zusammenschluss der Meister – das heißt der für dieses Handwerk zuständigen Zunft oder „Meisterschaft“ – gegenüberstanden.

## Etymologie
Gesellenschaft bedeutet „1) die zeit und der Stand, da einer gesell ist […] 2) verhältnis der genossen zueinander: ihre (des papstes und des teufels) gegenseitige gesellenschaft. […] 3) die gesamtheit der gesellen“.

## Geschichte
In der Zeit des freien Zunftwesens standen die Gesellen rechtlich im gleichen Verhältnis zu den Meistern wie die Lehrlinge. Der Geselle gehörte – dem patriarchalischen Grundton der Zeit entsprechend – zum Hauswesen seines Meisters, dessen Haus er, der Knecht oder Knappe, nicht einmal für eine Nacht verlassen durfte. Der Geselle war werdender Meister.
Die Gesellenschaft war Durchgangsstufe zum Meisterstand. Es gab also ursprünglich keine Trennung eines Standes der unselbständigen Arbeiter und eines Standes der selbständigen Unternehmer. Erst die soziale Trennung führte zur Selbstwahrnehmung der Gesellen als Gruppe.
Im Laufe des 14. Jahrhunderts differenzierten sich die Zünfte der einzelnen Handwerke. Gesellen, die mit den Arbeitsbedingungen nicht zufrieden waren, konnten in der Regel eine Änderung nur bewirken, wenn sie als Gruppe auftraten. Urkundlich nachweisbar ist eine solche Koalition von Gesellen 1329 in Breslau: Dort hatten – wie es in der lateinischen Ratsurkunde heißt – die Gürtlergesellen „einen Entschluss gefasst, dass keiner innerhalb Jahresfrist irgend einem Gürtlermeister dienen…solle“. Der genaue Grund der Unzufriedenheit ist den Urkunden nicht zu entnehmen, muss aber angesichts der langen Dauer des Ausstandes schwerwiegend gewesen sein. Die vereinigten Gürtlermeister verpflichteten sich ihrerseits untereinander und dem Rat gegenüber, keinen der streikenden Gesellen wieder in ihre Dienste zu nehmen.
In der ersten urkundlich belegten  Lohnstreitigkeit hatten die schon eigenständigen Weberknechte – sie durften verheiratet sein und waren nicht in Kost bei ihren Meistern – in Speier 1351 ihren Meistern „gemeiniglich“ erklärt, dass der übliche Lohn zu gering sei und ihre Arbeit eingestellt. Es kam zu einem Vergleich „auf ewige Zeiten“, der 10 Jahre eingehalten wurde und dann zu einer neuen Arbeitseinstellung führte, die 1362 erneut beigelegt wurde.
Im weiteren Verlauf des 14. Jahrhunderts ist es vielerorts zu Verabredungen der Zünfte gekommen, um den zunehmenden Ansprüchen der selbstbewussteren Gesellen zu begegnen, auch durch die Verlängerung der von den Zünften vorgeschriebenen Lehr- und Wanderzeit der Gesellen.
Im Verlauf des 15. Jahrhunderts verstärkten sich sowohl die Bestrebungen zur Bildung von Gesellenschaften als auch die gegenläufigen Bemühungen der Zünfte und Räte, diese zu begrenzen oder zu verbieten.
Zu Beginn des 16. Jahrhunderts werden die zunehmend besser organisierten Gesellenschaften in verschiedenen Reichsstädten auf Drängen der Zünfte mit Verboten belegt. So beschwerten sich etwa die Brauermeister zu Lüneburg im Jahr 1519 darüber, dass „ihre Knechte ausserhalb der Stadt Zusammenkünfte hielten, woraus leicht Rotterei und böses Vornehmen folgen könnte“.
Als Folge zahlreicher Beschwerden der Reichsstädte ergeht 1530 auf dem Reichstag zu Augsburg eine allgemeine Reichspolizeiordnung mit einem ersten allgemeinen Verbot gegen gemeinsam ausgeführte Unternehmungen von Gesellen, doch scheint dies ohne nachhaltige Wirkungen gegen die zunehmend fest geschlossenen Gesellenschaften geblieben zu sein, wie der Nürnberger Rat 1565 in einem Schreiben an die Strassburger feststellt.
Im 17. Jahrhundert setzen sich Gesellenordnungen der ihrer Macht zunehmend bewussten Gesellenschaften gegenüber den Meistern zunehmend durch und es kommt zu Missständen, die zum Reichsgutachten von 1672 führten.
Im 18. Jahrhundert werden durch das Reichsgewerbegesetz von 1731 und die ihm folgenden Landesordnungen die bestehenden Bruderschaften und Gesellenschaften aufgehoben. Die Obrigkeit wird verpflichtet, Versammlungen oder Verbindungen der Gesellen zu verbieten. Härteste Strafen einschließlich der Todesstrafe werden angedroht.
Im 19. Jahrhundert setzt sich als Folge der Liberalisierung der Begriff der Koalitionsfreiheit zunehmend durch und mündet schließlich in der Reichsgewerbeordnung von 1872, die alle Koalitionsverbote aufhob.